# Georg Adam
Georg Adam (Norimberga, 1784 – Norimberga, 1823) è stato un pittore e incisore tedesco.

## Biografia
Visse per quasi tutta la vita a Monaco, ma visitò di frequente il Tirolo. Pittore e disegnatore prevalentemente paesaggista, dai suoi lavori furono tratte numerose stampe e incisioni.